# OSTF1
OSTF1 (англ. Osteoclast stimulating factor 1) – білок, який кодується однойменним геном, розташованим у людей на короткому плечі 9-ї хромосоми. Довжина поліпептидного ланцюга білка становить 214 амінокислот, а молекулярна маса — 23 787.
| 10         |  | 20         |  | 30         |  | 40         |  | 50         |
| ---------- |  | ---------- |  | ---------- |  | ---------- |  | ---------- |
| MSKPPPKPVK |  | PGQVKVFRAL |  | YTFEPRTPDE |  | LYFEEGDIIY |  | ITDMSDTNWW |
| KGTSKGRTGL |  | IPSNYVAEQA |  | ESIDNPLHEA |  | AKRGNLSWLR |  | ECLDNRVGVN |
| GLDKAGSTAL |  | YWACHGGHKD |  | IVEMLFTQPN |  | IELNQQNKLG |  | DTALHAAAWK |
| GYADIVQLLL |  | AKGARTDLRN |  | IEKKLAFDMA |  | TNAACASLLK |  | KKQGTDAVRT |
| LSNAEDYLDD |  | EDSD       |  |            |  |            |  |            |

A: Аланін

C: Цистеїн

D: Аспарагінова кислота

E: Глутамінова кислота

F: Фенілаланін

G: Гліцин

H: Гістидин

I: Ізолейцин

K: Лізин

L: Лейцин

M: Метіонін

N: Аспарагін

P: Пролін

Q: Глутамін

R: Аргінін

S: Серин

T: Треонін

V: Валін

W: Триптофан

Кодований геном білок за функцією належить до фосфопротеїнів. 
Задіяний у такому біологічному процесі, як ацетилювання. 
Локалізований у цитоплазмі.